# Piscicolidae
Piscicolidae – rodzina pijawek ryjkowych (Rhynchobdellida), obejmująca około 130 gatunków, u których segmenty tułowia podzielone są na więcej niż 3 podpierścienie. Mają zazwyczaj wydłużone, cylindryczne ciało i duże przyssawki. Są to głównie gatunki morskie, niektóre występują w wodach słonawych lub słodkich. Jaja składane są pojedynczo do kokonów, których osłona twardnieje po złożeniu. Kokony umieszczane są na twardym podłożu.
Piscicolidae są stałymi lub czasowymi pasożytami ryb, rzadziej pancerzowców lub kikutnic.
W Polsce występuje 19 gatunków pijawek z tej rodziny, z rodzajów:
- Calliobdella
- Caspiobdella
- Cystobranchus
- Italobdella
- Pawlowskiella
- Piscicola